# Компаоре, Бассиру
Бассиру́ Компаоре́ (фр. Bassirou Compaoré; род. 23 апреля 1998, Уагадугу) — буркинийский футболист, полузащитник испанского «Туделано» и сборной Буркина-Фасо.

## Клубная карьера
Первым клубом Компаоре был СОНАБЕЛ из столицы Буркина-Фасо — Уагадугу. В июле 2017 года состоялся его трансфер в «Иттихад Танжер». Дебют в чемпионате Марокко состоялся 24 сентября. В рамках 3-го тура «Иттихад Танжер» отправился в гости к «Олимпику» из Хурибги. Встреча завершилась с ничейным счётом 1:1. Компаоре вышел в стартовом составе и провёл на поле все 90 минут. Всего за команду из Танжера Бассиру провел 10 игр, в которых не отметился результативными действиями.
В январе 2018 года Компаоре сменил команду, перейдя в «Шабаб Атлас» из Хенифры. За новый клуб дебютировал 14 февраля в домашней игре с «Дифаа». Бассиру провёл весь матч целиком и забил свой первый мяч в карьере. До конца чемпионата в общей сложности Компаоре принял участие в 13 играх, забил 4 мяча и отдал две голевые передачи. Его команда заняла предпоследнее место и вылетела во второй дивизион.
15 сентября 2018 года полузащитник перебрался в стан серебряного призёра Туниса «Клуб Африкен» за 60 тысяч евро. Свой первый матч за столичный клуб провёл 6 октября против «Стад Тунизьена», где его команда дома разгромно проиграла 1:4. Выступал вместе с командой в африканской Лиге чемпионов. В домашней игре с конголезским «ТП Мазембе» состоялся его дебют в этом турнире. Встреча завершилась с нулевым счётом. А в следующей игре с алжирской «Константиной» первый гол Компаоре за тунисцев принес победу над будущим победителем группы.

## Карьера в сборной
Выступает за национальную сборную Буркина-Фасо, за которую дебютировал 21 мая 2017 года в товарищеской игре с Бенином. Компаоре вышел в стартовом составе и был заменён на 80-й минуте.

## Достижения
Иттихад Танжер
- Чемпион Марокко: 2017/18

## Статистика выступлений

### Клубная статистика
| Выступление         | Выступление      | Выступление      | Лига | Лига | Кубки | Кубки | Конт.кубки | Конт.кубки | Итого | Итого |
| Клуб                | Лига             | Сезон            | Игры | Голы | Игры  | Голы  | Игры       | Голы       | Игры  | Голы  |
| ------------------- | ---------------- | ---------------- | ---- | ---- | ----- | ----- | ---------- | ---------- | ----- | ----- |
| Иттихад Танжер      | Ботола           | 2017/18          | 10   | 0    | 0     | 0     | —          | —          | 10    | 0     |
| Иттихад Танжер      | Итого            | Итого            | 10   | 0    | 0     | 0     | —          | —          | 10    | 0     |
| Шабаб Атлас Хенифра | Ботола           | 2017/18          | 16   | 0    | 0     | 0     | —          | —          | 16    | 0     |
| Шабаб Атлас Хенифра | Итого            | Итого            | 16   | 4    | 0     | 0     | —          | —          | 16    | 4     |
| Клуб Африкен        | CLP-1            | 2018/19          | 6    | 0    | 0     | 0     | 3          | 1          | 9     | 1     |
| Клуб Африкен        | CLP-1            | 2019/20          | 13   | 6    | 0     | 0     | —          | —          | 13    | 6     |
| Клуб Африкен        | Итого            | Итого            | 19   | 6    | 0     | 0     | 3          | 1          | 22    | 7     |
| Всего за карьеру    | Всего за карьеру | Всего за карьеру | 45   | 10   | 0     | 0     | 3          | 1          | 48    | 11    |

### В сборной
| Матчи и голы Бассиру Компаоре за национальную сборную Буркина-Фасо | Матчи и голы Бассиру Компаоре за национальную сборную Буркина-Фасо | Матчи и голы Бассиру Компаоре за национальную сборную Буркина-Фасо | Матчи и голы Бассиру Компаоре за национальную сборную Буркина-Фасо | Матчи и голы Бассиру Компаоре за национальную сборную Буркина-Фасо | Матчи и голы Бассиру Компаоре за национальную сборную Буркина-Фасо |
| №                                                                  | Дата                                                               | Оппонент                                                           | Счёт                                                               | Голы                                                               | Соревнование                                                       |
| ------------------------------------------------------------------ | ------------------------------------------------------------------ | ------------------------------------------------------------------ | ------------------------------------------------------------------ | ------------------------------------------------------------------ | ------------------------------------------------------------------ |
| 1                                                                  | 21 мая 2017                                                        | Бенин                                                              | 2:2                                                                | 0                                                                  | Товарищеский матч                                                  |
| 2                                                                  | 2 июня 2017                                                        | Чили                                                               | 0:3                                                                | 0                                                                  | Товарищеский матч                                                  |
| 3                                                                  | 8 сентября 2018                                                    | Мавритания                                                         | 0:2                                                                | 0                                                                  | Отборочные матчи КАН-2019                                          |

Итого: 3 матча и 0 голов; 0 побед, 1 ничья, 2 поражения.